# ワーキング・イン・ザ・コール・マイン
「ワーキング・イン・ザ・コール・マイン」(Working in the Coal Mine) は、アメリカ合衆国のミュージシャンで音楽プロデューサーであるアラン・トゥーサンが作詞作曲した楽曲。この曲は、1966年に、リー・ドーシーによって国際的なヒット曲となって、他のミュージシャンたちにも録音されるようになり、1981年にはディーヴォによってカバーされた。

## リー・ドーシーによるオリジナル盤
1963年から1965年にかけて、アメリカ陸軍の軍務に就いていたアラン・トゥーサンは、除隊してニューオーリンズに戻った後、音楽制作会社サンス（Sansu、別名 Tou-Sea Productions）を、共同経営者のマーシャル・セホーンと共に設立した。トゥーサンは、1965年から1966年にかけて、「ライド・ユア・ポニー (Ride Your Pony)」や「ワーキング・イン・ザ・コール・マイン」などリー・ドーシーのシングル盤多数をプロデュースした。
トゥーサンが書き、編曲してプロデュースもおこなったこの曲は、他に雇用もない中、非常に厳しく、危険な環境にある炭鉱で働くために、週5日、毎日朝5時に起きなければならない男の苦境を歌ったものである。歌い手は、神様に繰り返し「これはどれくらい続くのですか? (How long can this go on?)」と尋ね、いざ週末が来たときには、楽しむには疲れ過ぎていて楽しめない、と不平をこぼす。インストゥルメンタルになり、歌がフェードアウトするところで、彼は「Lord, I'm so tired / How long can this go on?（主よ、俺はとても疲れました / いつまでこれが続くんでしょうか?）」と語る。この曲には、つるはしで砕く音が入っており、あたかも歌い手が鉱山の中で働いているかのようになっている。プロデューサーのアラン・トゥーサンは、「思ったほどパーカッションは入ってないんだよ。まずドラマーがいてね、それとは別のブラザーがマイクスタンドをドラムスティックで叩いて砕く音を出した。パーカッションは、そのふたつ。("There wasn’t as much percussion as you might think on there. It was a certain drummer and we had my brother hit the mic' stand with a drum stick for the pick sound. Those were the two percussion instruments.)」と述べている。
録音は、ニューオーリンズのフレンチ・クオーターにあったコズィモ・マタッサのガバナー・ニコルス・ストリート・スタジオ (Governor Nichols Street studio) でおこなわれた。参加したミュージシャンは、ギターのロイ・モントレル、ドラムスのアルバート・"ジューン"・ガードナー、ベースのウォルター・ペイトンなどであった。
この曲は、リー・ドーシーにとって、ヒット曲のひとつとなり、エイミー・レコードからカタログ番号 958 でリリースされ、『ビルボード』誌のBillboard Hot 100 チャートに1966年7月23日付で初登場し、その後、最高8位まで上昇した上、「Billboard R&B chartでは最高5位まで上昇した。この曲は、全英シングルチャートでも、最高8位まで上昇した。
トゥーサンは、自身もドーシーも炭鉱で働いたことなどないとし、「俺たちは炭鉱について何も知らない (We didn’t know anything about a coal mine)」と述べている。彼はドーシーについて、次のように述べている。
「彼は一緒に働きやすい奴だった。いつも上機嫌だったから、とても刺激されたよ。歌っている時は、自分のしていることを愛してたね。彼は、歌っている時以外は自動車整備士で、人気絶頂だった頃だって、成功したツアーが終わると、油まみれの作業着に着替えて、汚れた格好で自動車の仕事に取り掛かってた。フェンダーを直したり、車体を塗装したりね。でも、彼にとって最高の時間は、歌っているときだった。彼は、俺にとって一緒に働きやすい、とても良い奴で、すべての段階で俺のことを全面的に信頼していてくれた。」

"He was very good to work with. Very inspiring because he had such a happiness about him. He loved what he was doing when he was singing. He was a body and fender man when he wasn’t singing and even at his peak, when he would come off the road at the end of a successful tour, he would go and get into his grease clothes, his dirty work gear and go and work on cars. Straightening out fenders and painting bodywork. But really it was his finest hour when he was singing. He was a very good person for me to work with and he totally trusted me every step of the way."

ドーシーのバージョンの「ワーキング・イン・ザ・コール・マイン」は、長い年月の間に様々な映画やテレビ番組に使われてきており、『Where the Action Is』（1966年のテレビ番組）、『熱き愛に時は流れて (Everybody's All-American)』（1988年の映画）、『こちらブルームーン探偵社 (Moonlighting)』（1988年のテレビ番組）、『Waiting for the Light』（1990年の映画）、『Married... with Children』（1990年のテレビ番組）、『素晴らしき日々 (The Wonder Years)』（1990年のテレビ番組）、『The Fresh Prince of Bel-Air』（1993年のテレビ番組）、『カジノ (Casino)』（1995年の映画）、『Secret Diary of a Call Girl』（2010年のテレビ番組）、『ザ・マペッツ2/ワールド・ツアー (Muppets Most Wanted)』（2014年の映画）、『ザ・シンプソンズ (The Simpsons)』（2019年のテレビ番組）、『The Conners』（2019年のテレビ番組）などで使用された。

### チャート
| チャート（1966年 – 1967年）                                    | 最高位 |
| -------------------------------------------------------------- | ------ |
| アメリカ合衆国 Billboard Hot 100                               | 8      |
| アメリカ合衆国 (Billboard) Best Selling Rhythm & Blues Singles | 5      |
| イギリス 全英シングルチャート                                  | 8      |

## ディーヴォによるカバー
1981年、ディーヴォがこの曲をカバーして、アルバム『ニュー・トラディショナリスツ (New Traditionalists)』に付属する 7インチのボーナス・シングルに収録した。このバージョンは、映画『Heavy Metal』の
エンドクレジットに用いられた。このバージョンは、1981年9月5日付で Billboard Hot 100 に初登場し、最高43位まで上昇し、ニュージーランドではトップ10シングルに入るヒットとなった。このバージョンは、2006年の映画『めざせ!スーパーの星 (Employee of the Month)』で使用され、さらにテレビ番組『Working』のテーマ曲となった。

### チャート
| チャート（1981年）                                | 最高位 |
| ------------------------------------------------- | ------ |
| オーストラリア ケント・ミュージック・レポート     | 20     |
| カナダ RPM トップ・シングル                       | 17     |
| ニュージーランド Official New Zealand Music Chart | 8      |
| アメリカ合衆国 Billboard Hot 100                  | 43     |
| アメリカ合衆国 Billboard Hot Dance Club Play      | 30     |
| アメリカ合衆国 Billboard Mainstream Rock Tracks   | 53     |
| アメリカ合衆国 Cash Box Top 100                   | 36     |

## その他のバージョン
- 1985年には、ザ・ジャッズ（英語版）がこの曲をカバーし、アルバム『Rockin' with the Rhythm』に収録した。その後、この曲は、このカントリー・デュオのファンが愛好する楽曲のひとつとなった。
- アラン・トゥーサンは、2005年のドキュメンタリー映画『Make It Funky!』の中で、自身の関わったヒット曲メドレーの演奏にこの曲を盛り込んでいるが、この映画は、ニューオーリンズの音楽（英語版）の歴史とそれがリズム・アンド・ブルースやロックンロール、ファンク、ジャズに与えた影響について取り上げている[16][17]。